# سنجرج (المنوفية)
سنجرج إحدى قرى مركز منوف التابع لمحافظة المنوفية بجمهورية مصر العربية، ويحدها قرى تتا ومنشأة سلطان.

## التاريخ
ذكرها علي مبارك في كتابه الخطط التوفيقية، حيث ذكر أنها قرية في مديرية المنوفية بقسم منوف، وأن بها جامع.

## السكان
بلغ عدد سكان سنجرج 12560 نسمة، منهم 6491 رجل و6069 إمرأة، حسب الإحصاء الرسمي لعام 2006.